# День Виктории (Канада)
День Виктории (англ. Victoria Day Victoria Day, фр. Fête de la Reine Fête de la Reine) — государственный праздник Канады, который отмечается в последний понедельник перед 25 мая в честь как дня рождения королевы Виктории, так и официального дня рождения господствующего монарха. Иногда неформально рассматривается как начало летнего сезона в Канаде.

## История
День рождения монарха был праздничным днём в Канаде задолго до Канадской конфедерации. Первое официальное упоминание датируется 1845 годом, когда парламент Провинции Канада официально определил 24 мая как день рождения королевы. Известно также, что в этот день в 1854 году, на 35-й день рождения королевы Виктории, 5000 жителей Канады собрались у дома правительства, чтобы «поздравить свою королеву».
После смерти королевы Виктории в 1901 году, 24 мая по всей Британской империи было провозглашено Днем империи (англ. Empire Day Empire Day) тогда как в Канаде он стал официально известен как День Виктории (англ. Victoria Day в честь королевы, которую считали «Матерью Конфедерации».
В течение последующих десятилетий дата официального дня рождения монарха в Канаде менялась неоднократно: для Эдуарда VII — оставалось 24 мая, для Георга V — 3 июня (реальный день рождения), для Эдуарда VIII — 23 июня (реальный день рождения) и разные дни между 20 мая и 14 июня — для Георга VI. Первый официальный день рождения Елизаветы II (реальный день рождения приходится на 21 апреля) был последним, который отмечался в июне.
Произвольный формат даты был отменён в 1952 году, когда День империи был перенесён на последний понедельник перед 25 мая. Официальный день рождения Елизаветы II выпадал на упомянутую дату между 1953 и 1957 годами. В следующем году день империи был переименован в день содружества (англ. Commonwealth Day и в 1977 году он был перенесён на второй понедельник мая, а последний понедельник перед 25 мая — оставлен как день национальной гордости (англ. National Pride Day.

## Особенности празднования
Официальный протокол требует, чтобы в День Виктории британский флаг был поднят от рассвета до заката на всех федеральных правительственных зданиях (включая аэропорты, военные базы и другие), где позволяют условия (то есть где предусмотрено дополнительное крепление, поскольку британский флаг никогда не может быть поднят вместо национального флага). В столице каждой провинции в полдень гремит королевский салют (салют из 21 орудия).
В некоторых городах в этот день проводятся парады. Самый известный из них проходит ежегодно в городе Виктория (в Британской Колумбии), названном в честь королевы.
Среди других способов празднования распространёнными являются вечерние фейерверки.
По всей стране День Виктории извещает о завершении зимнего и начало летнего сезона: открываются рестораны на открытом воздухе, прокат велосипедов и тому подобное.